# Interporto di Vado
L’interporto di Vado, conosciuto anche come VIO, dal nome della società per azioni che lo ha realizzato e lo gestisce, ossia Vado Intermodal Operator SpA, è un'infrastruttura dedicata alla logistica, con una vocazione specifica per il trasporto intermodale e della promozione della modalità ferroviaria. 
Si tratta di un complesso sistema di strutture, impianti e infrastrutture che coprono una superficie complessiva di 232.000 m² e consentono la ricezione, la custodia, la manipolazione e lo smistamento delle merci in 60.000 m² di magazzini doganali e 15.000 m² di magazzini frigoriferi.
L’interporto è situato alle spalle del porto di Vado Ligure nodo centrale e terminale ferro-stradale (rail-road terminal RRT) della  rete transeuropea dei trasporti (RTE-T) del corridoio Reno-Alpi.